# Huracán Debby (2024)
El huracán Debby fue un huracán de categoría 1 de movimiento lento y errático que provocó inundaciones generalizadas en el sureste de los Estados Unidos a principios de agosto de 2024. La cuarta tormenta con nombre y el segundo huracán de la temporada de huracanes del Atlántico de 2024, se desarrolló al partir de una onda tropical que el Centro Nacional de Huracanes (NHC) detectó por primera vez el 26 de julio. Después de cruzar las Antillas Mayores, el sistema comenzó a organizarse sobre Cuba y fue designado como un ciclón tropical potencial el 2 de agosto. Después de salir de la costa sur de Cuba, la perturbación se organizó en una depresión tropical a primera hora del 3 de agosto. Más tarde ese día, se convirtió en una tormenta tropical en el estrecho de Florida, recibiendo el nombre de Debby. Se desplazó hacia el norte y gradualmente se intensificó hasta convertirse en un huracán de categoría 1 antes de tocar tierra cerca de Steinhatchee, Florida, a primeras horas del 5 de agosto. Se debilitó una vez tierra adentro y comenzó a disminuir su velocidad mientras estaba sobre el sureste de los Estados Unidos, causando inundaciones generalizadas debido a fuertes lluvias. Reapareció en el Atlántico el 7 de agosto antes de moverse lentamente hacia el norte nuevamente, tocando tierra en Carolina del Sur temprano el 8 de agosto antes de debilitarse y volverse postropical al día siguiente.

## Historia meteorológica
El Centro Nacional de Huracanes (NHC) comenzó a monitorear una onda tropical sobre el Atlántico tropical por posible ciclogénesis tropical a las 18:00 UTC el 26 de julio, mientras se desplazaba hacia el este en dirección a las Antillas Menores y las Antillas Mayores. A medida que la perturbación se movía hacia el oeste, cruzó las Islas Vírgenes, Puerto Rico,  y La Española, volviéndose cada vez más definida el 1 de agosto.  A medida que el sistema avanzaba sobre el sureste de Cuba, desarrolló un amplio centro de circulación y bandas convectivas desorganizadas. Debido a la amenaza potencial de la tormenta para Florida, el NHC la designó como Potencial Ciclón Tropical Cuatro a las 15:00 UTC el 2 de agosto.  Después de eso, la perturbación se movió frente a la costa sur de Cuba y formó una circulación cerrada, lo que permitió al NHC actualizarla y designarla como Depresión Tropical Cuatro a las 03:00 UTC el 3 de agosto. Cuatro ingresaron al Golfo de México, donde se intensificaron aún más y se convirtieron en la tormenta tropical más tarde. Era un sistema grande con un núcleo pequeño, lo que inicialmente inhibió su capacidad de desarrollarse rápidamente.  A pesar de ello, continuó organizándose a medida que atravesaba el Golfo; aunque la entrada de aire seco dificultó ligeramente su desarrollo.  Como resultado, a última hora del 4 de agosto,  se intensificó y se convirtió en huracán. 

## Preparaciones

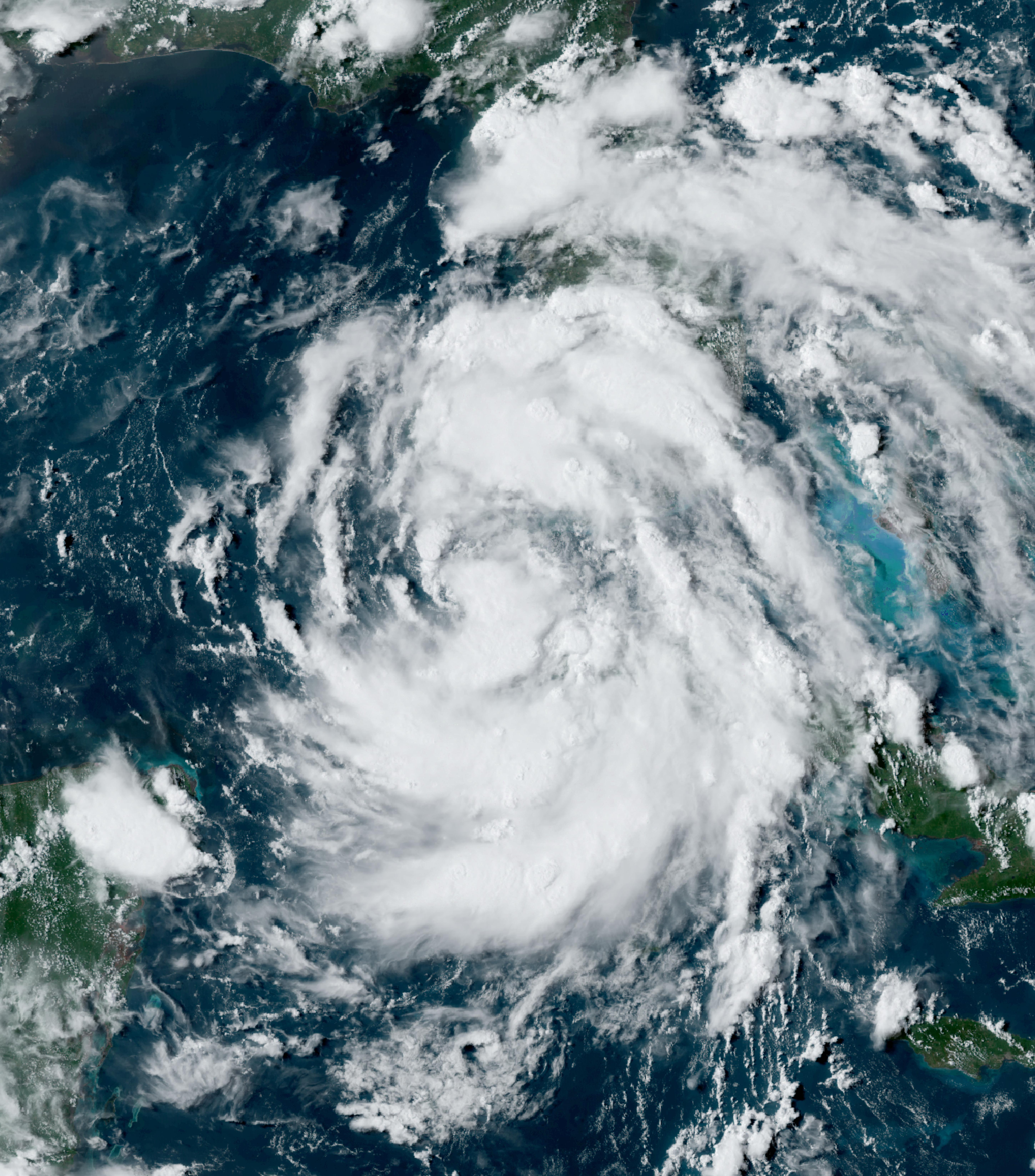
La tormenta tropical Debby cerca del estrecho de Florida el 3 de agosto

### Estados Unidos
Más de 1.000 vuelos fueron cancelados debido a Debby, incluido el 8% de los vuelos de American Airlines.

#### Florida
El 31 de julio, el NWS Miami comenzó a advertir sobre posibles lluvias excesivas. Los Cayos del sur de Florida y Dry Tortugas fueron colocados bajo advertencia de tormenta tropical. Se emitió otra advertencia de tormenta tropical para áreas desde East Cape Sable hasta el río Suwannee. Además, desde Indian Pass hasta Mexico Beach, se emitió una tercera advertencia de tormenta tropical. En la costa este, se declaró una advertencia de tormenta tropical desde la frontera entre Florida y Georgia hasta Ponte Vedra Beach. Se declaró una advertencia de huracán para las áreas entre el río Suwannee y Indian Pass. Antes de que tocara tierra en Florida, el SPC emitió una alerta de tornado  junto con un ligero riesgo de tornado del 5%.

#### Georgia y las Carolinas
La costa de Georgia fue puesta bajo advertencias de marejada ciclónica y tormenta tropical.  El gobernador Brian Kemp declaró el estado de emergencia en Georgia antes de Debby el 3 de agosto.  Se abren sitios para embolsar arena en toda la costa de Georgia. El Distrito Escolar del Condado de Long retrasó su fecha de inicio hasta el 8 de agosto. Las Escuelas Públicas del Condado de Savannah-Chatham anunciaron el 4 de agosto que las clases terminarían temprano el lunes y permanecerían cerradas el martes y miércoles. 

## Impacto

### Antillas Mayores
El precursor de Debby produjo tormentas eléctricas sobre La Española, Puerto Rico y las Bahamas.  El Servicio Meteorológico Nacional emitió alertas de inundaciones para 33 municipios de Puerto Rico, principalmente en la mitad oriental de la isla.  Debby trajo fuertes lluvias al occidente de Cuba. En La Habana se produjeron carreteras resbaladizas, y las lluvias más fuertes en la ciudad se registraron en Cerro Gordo. Las precipitaciones en la provincia de Artemisa alcanzaron un máximo de 265 mm (10,4 pulgadas) en el acueducto Maurín en Bauta. 

### Estados Unidos
Amtrak modificó los horarios del Servicio Silver y Palmetto del 6 al 8 de agosto y canceló los recorridos del Auto Train del 6 y 7 de agosto debido a la tormenta.  También se cancelaron varios trenes de Piedmont los días 8 y 9 de agosto.  Fuertes lluvias, fuertes vientos y árboles caídos retrasaron docenas de trenes en el Atlántico Medio y el Noreste de Estados Unidos el 9 de agosto. 
En Georgia, alrededor de 47.000 clientes se quedaron sin electricidad.  Un joven de 19 años murió en Moultrie después de que un árbol cayera sobre su casa.  Debido a las inundaciones a lo largo del río Ogeechee, los funcionarios del condado de Effingham emitieron una evacuación obligatoria para las carreteras a lo largo del río. 

## Consecuencias
Los funcionarios del condado de Steuben, Nueva York, comenzaron los esfuerzos de recuperación después del fallecimiento de Debby. También anunciaron que planeaban distribuir botellas de agua y kits de limpieza a los residentes afectados por las inundaciones repentinas del 11 y 12 de agosto. La Cruz Roja también abrió y operó un refugio en la escuela secundaria Corning-Painted Post para las víctimas de las inundaciones hasta el 12 de agosto. Las organizaciones religiosas de socorro en casos de desastre en Pensilvania también se movilizaron para ayudar a evaluar los daños y brindar ayuda a las víctimas de Debby. 